# Вила Диван
Вила „Диван” се налази у месту Сајан, у општини Кикинда, у Севернобанатском округу.
Вила је некада била део великог имања од пар хиљада хектара.

## Вила данас
Вила данас није у најбољем стању.  Данас у њој живе један човек и два пса. Ипак, зграда и поред небриге, поседује пуно шарма.